# アルタン・ハーン伝
『アルタン・ハーン伝』（アルタン・ハーンでん）は、モンゴルのアルタン・ハーン（1507年 - 1582年）について書かれた一代記。著者および著作年代は不明。原名は『エルデニ・トゥヌマル・ネレト・スドゥル・オロシバ（erdeni tunumal neretü sudur orusiba：宝の清澄という名の書）』という。

## 研究史
『アルタン・ハーン伝』は1958年に中国の内蒙古自治区西烏珠穆沁（ウジュムチン）旗の王府から、蒙古語文歴史研究所に勤務していたメルゲンバートル(Mergenbaγatur)によって発見され、現在は呼和浩特市にある中国内蒙古自治区社会科学院図書信息中心に収蔵されている。
この書は発見後すぐには公開されることなく、30年近くたった1984年に内蒙古社会科学院歴史研究所のジュルンガ（珠栄嘎、J̌ürüngγ-a）によって、モンゴル原典の翻刻とモンゴル文による注釈をつけた『erdeni tunumal neretü sudur orusiba（漢語名：阿垃坦汗伝）』が公刊された。
1985年になってジュルンガ本が外国の研究者の手に渡るようになると、日本の森川哲雄は1987年にラテン文字転写と和訳および注釈を付して発表し、ジュルンガも1991年に漢語の訳注本を公刊、内蒙古社会科学院の留金鎖(Liu Jin-suo)や中央民族大学のヒシクトクトフ（賀希格陶克陶、Kesigtoγtaqu）などによる『アルタン・ハーン伝』の紹介や研究も発表された。
さらに1998年には吉田順一編『アルタン=ハーン伝』が公刊されたが、テキストのローマ字転写、日本語訳、注釈とともに、原写本の鮮明な写真版も付された。『アルタン・ハーン伝』に対する関心はヨーロッパのモンゴル学者にも広がり、2001年にはコルマル・パウレンツによりドイツ語訳注が、また2003年にはエルヴァールスコクにより英語訳注が公刊された。またこの間、中国のダルマバザルによる研究（2002年）、台湾の黄麗生による研究（1997年）なども出されている。

## 成立年代と著者
『アルタン・ハーン伝』の成立年代と著作者については、コロフォンなどにはっきりした記述がないために、諸説が立てられていて定説がない。しかし、記載内容の年代が比較的はっきりしているため、諸説の間に大差はない。
- 留金鎖…16世紀末から17世紀初めの何年かの間。
- ジュルンガ…1607年の春。
- ハイシッヒ…1607年以降。
- 森川哲雄…1607年から1611年前半までの間。
- ヒシクトクトフ…1607年頃。

著者についても諸説あり、大体にしてアルタン・ハーンと同時代の人物とみられている。
- 留金鎖…アルタン・ハーンと同時代の人であり、仏教徒でダライ・ラマ3世を招くため、アルタン・ハーンの使者として青海のチャプチャル寺に行った。すなわち、仏教経典に精通した学者でアルタン・ハーンの通訳か書記であった。
- ハイシッヒ…アルタン・ハーンと同時代ではなく、ダライ・ラマ3世との会見にも参加していなかった。
- 若松寛…記述内容からしてアルタン・ハーンの側近で仏教に明るい人物（ラマ僧）。
- 森川哲雄…アルタン・ハーンの孫であるオンブ・ホンタイジが直接書いたのではないとしても、その編纂に大いに関わったということだけは言える。
- ヒシクトクトフ…アルタン・ハーンと基本的には同時代の人であった。

## 内容
奥題からうかがわれるように、アルタン・ハーンの生涯を記述することを目的として書かれたものであり、最初の3分の1はアルタン・ハーンの軍事行動が主に記され、残り3分の2は彼のチベット仏教受容の経緯が詳細に記されている。
1. ダヤン・ハーンまで
2. ダヤン・ハーンについて
3. アルタン・ハーンの生誕とその活動
4. アルタン・ハーンと明との和解
5. アルタン・ハーンとダライ・ラマ3世
6. アルタン・ハーンの死
7. アルタン・ハーンの後継者
8. 奥書

## 特徴
他の年代記と異なり、全体が390余りの韻を踏んだ四行詩からなっている（節の区切り方には諸説あるが、ここでは《ジュルンガ 1991》に従う）。日本の俳句や和歌は五-七-五、あるいは五-七-五-七-七のように決まった音の数で韻を踏むが、モンゴルの詩の場合は頭韻を踏み、かつ偶数行（多くの場合四行）の組み合わせからなる。

## 参考資料
- 吉田順一他《『アルタン＝ハーン伝』訳注》（1998年、風間書房、ISBN 4759910824）
- 森川哲雄『モンゴル年代記』（2007年、白帝社、ISBN 9784891748449）